# Aullene
Aullene (/auˈllɛne/; in francese Aullène /oˈlɛn/; in corso Auddè /auˈɖɖɛ/) è un comune francese di 187 abitanti situato nel dipartimento della Corsica del Sud nella regione della Corsica.

## Società

### Evoluzione demografica
Abitanti censiti